# Starsiege
Starsiege es un juego de simulación de vehículos de estilo mecha desarrollado por Dynamix y lanzado en 1999. Starsiege está ambientado en el universo Metaltech: Earthsiege, que contiene sus predecesores Earthsiege (1994), Battledrome (1994) y Earthsiege 2 (1996). Este universo también incluye el juego de acción Hunter Hunted (1996), los juegos de estrategia Mission Force: Cyberstorm (1996) y Cyberstorm 2: Corporate Wars (1998). También incluye las secuelas Starsiege: Tribes (lanzada antes de Starsiege) y todos los títulos posteriores de Tribes. En 2015, este juego y el resto de la serie Metaltech/Tribes fueron lanzados como freeware por Hi-Rez Studios, pero Battledrome y la serie Cyberstorm no fueron incluidos.

## Trama
Starsiege se desarrolla en el siglo 29 y retrata el conflicto entre la humanidad y las máquinas de guerra de inteligencia artificial Cybrid. La historia, que se desarrolla en varios lugares del sistema solar, examina tanto el malestar civil en las colonias como una invasión genocida a todo o nada por parte de las máquinas. Los mechas bípedos conocidos como HERC son el pilar del combate terrestre y el foco del juego.
La humanidad está nominalmente unida en un Imperio interplanetario liderado desde la Tierra por el Emperador inmortal Solomon Petresun. La política de Petresun es la defensa de la Tierra a toda costa. Si bien la Tierra es próspera y está bien protegida, las colonias de la Luna, Marte y Venus sufren regulaciones y cuotas de producción cada vez más duras. Las unidades de combate del Imperio están representadas por la Policía Imperial, la Fuerza de Defensa Terran y los Caballeros Imperiales. Este último grupo paramilitar es responsable de mantener el orden en las colonias. La Fuerza de Defensa Terran es el ejército estándar con bases desde Mercurio hasta Titán. Los Caballeros, liderados por el Gran Maestro Caanon Weathers, son la élite del ejército y cuentan con los mejores pilotos y equipos.
La desigualdad entre las colonias y la Tierra fomenta la rebelión. En 2802 hay dos movimientos guerrilleros en Marte, uno que se concentra en destruir y capturar la infraestructura y los suministros imperiales y otro que se empeña en matar al personal imperial y a sus simpatizantes. Ambos grupos operan desde bases subterráneas y se las arreglan con tanques y HERC mineros modificados. Los rebeldes compensan parcialmente sus desventajas con armas superiores tomadas del «escondite de Tharsis» alienígena; un arsenal subterráneo de tecnología alienígena descubierto por los rebeldes mientras cavaban nuevos túneles. Finalmente, la rebelión se vuelve demasiado grande para que la policía la contenga y los Caballeros son enviados a Marte para aplastar la insurrección.
Los Cybrids son una raza de robots inteligentes responsables del primer Asedio a la Tierra. Están liderados por el primer Cybrid, Prometeo, que es reverenciado con un estatus similar al de un dios. Los Cybrids se establecieron en el sistema solar exterior después de ser derrotados dos siglos antes durante el primer Asedio a la Tierra. Desde entonces, han acumulado su fuerza para otro intento de destruir a la humanidad y reclamar la Tierra para sí mismos. Al igual que los rebeldes marcianos, los Cybrids descubren su propio alijo de armas alienígenas y lo adaptan para su uso, pero su alijo es inferior al de Tharsis.
El juego ofrece dos campañas de historia con diferentes finales. La campaña humana pone al jugador en el control de un rebelde marciano que inicialmente lucha contra el Imperio antes de que la humanidad se una contra la invasión Cybrid a mitad de la campaña. La campaña humana culmina con un ataque a Prometeo en Plutón. La campaña Cybrid comienza con su invasión a través de las colonias exteriores y continúa hacia la Tierra, terminando en un asalto al palacio imperial para matar a Petresun.

## Jugabilidad
Como simulación, Starsiege ofrece a los jugadores la posibilidad de pilotear una amplia variedad de enormes máquinas de guerra bípedas conocidas como HERCULAN (Humaniform-Emulation Roboticized Combat Unit with Leg-Articulated Navigation o «HERC» para abreviar), así como varios tanques. Ambientado en 2829, Starsiege contiene una serie de tecnología avanzada y numerosas mejoras están disponibles para cada vehículo. Starsiege se desarrolla en varios planetas y lunas del sistema solar, ofreciendo una variedad de ubicaciones diferentes a lo largo del juego y en batallas multijugador, incluyendo la Tierra, Titán, Luna, Marte, Venus y Mercurio. Hay dos campañas, Human y Cybrid.
La jugabilidad de Starsiege gira en torno al combate mecanizado: pilotar HERC y tanques en combate contra vehículos enemigos. Ambos tipos de vehículos se pueden controlar mediante cualquier combinación de teclado, joystick o mouse. Starsiege abandonó la mecánica de juego de «torso-twist» común en muchas simulaciones de mechas (incluidos los juegos anteriores de la serie), una característica que normalmente permitiría al usuario girar la parte superior del cuerpo del HERC independientemente de sus piernas. En Starsiege, la orientación del torso está fija hacia adelante, pero el jugador puede mover el retículo de puntería por la pantalla con un mouse, una característica que GameSpot comparó con jugar un juego de disparos en primera persona. En ambas campañas, al jugador se le asignarán compañeros de escuadrón y podrá darles órdenes básicas.
Cada vehículo tiene un rendimiento único, aunque esto se puede modificar un poco mediante la personalización de piezas. Tanto los tanques como los HERC utilizan armadura para la defensa, pero los HERC también pueden equipar escudos recargables para una protección adicional. Otras opciones de piezas incluyen armas, motor y propulsores de motor. Personalizar el vehículo del jugador es un elemento importante del juego, particularmente en el modo multijugador: es necesario un equilibrio adecuado entre todos los componentes para asegurar al jugador una posibilidad razonable de éxito.
El modo multijugador incluye los modos clásicos de combate a muerte, combate a muerte por equipos y captura la bandera.

## Desarrollo
El juego se anunció en mayo de 1998.

## Recepción
Starsiege recibió «críticas generalmente favorables» según el sitio web agregador de reseñas GameRankings. IGN destacó el paquete y las escenas bien presentadas, los paisajes gráficamente impresionantes (aunque escasos), los controles intuitivos y la longevidad del modo multijugador. Se criticaron los efectos de sonido mínimos con voces confusas, y algunos de los modelos HERC humanos se sintieron un poco sosos y genéricos. GameSpot dijo: «Starsiege trae nueva vida a un género que de otro modo carecería de ella, incluso si realmente no logra sacar a los simuladores de robots de su rutina a largo plazo». Next Generation lo llamó «un sucesor digno de la serie Earthsiege [que] debería ser igual de atractivo para los fanáticos de Heavy Gear o Mechwarrior II».
En febrero de 1999, Dynamix anunció que lanzaría el juego con un envío de 250.000 unidades a los minoristas. Vendió 36.000 unidades en los EE. UU. a fines de julio de 1999 según PC Data. Mark Asher de CNET Gamecenter calificó estas cifras como «lamentables» y escribió: «Sierra le dio un gran impulso a este juego y simplemente no se vendió, y ahora la mayor parte de Dynamix ya no está».
El mismo sitio web nominó al juego para su premio a la «Mejor simulación de ciencia ficción» de 1999, pero le dio el premio a MechWarrior 3.

## Secuelas
Los juegos de disparos en primera persona Starsiege: Tribes (1998; lanzado antes de Starsiege), Tribes 2 (2001), Tribes: Aerial Assault (2002), Tribes: Vengeance (2004) y Tribes: Ascend (2012) siguieron a este juego.
Starsiege 2845 fue un juego en desarrollo desde 2003 hasta 2007. Al igual que el juego Tribes Universe, desarrollado posteriormente entre 2010 y 2011, se estancó en una pausa y no se completó.
En 2015, el juego se incluyó en Starsiege: Tribes y fue lanzado como freeware por Hi-Rez Studios.
En septiembre de 2022, Prophecy Games anunció Starsiege: Deadzone, un juego de disparos en primera persona PvP y PvE con entornos generados por procedimientos.